# Puchar Wysp Owczych w piłce nożnej (2009)/Strzelcy
Od 28 marca na Wyspach Owczych są organizowane rozgrywki Pucharu Wysp Owczych w piłce nożnej (far. Løgmanssteypið). Piłkarze podczas całego turnieju zdobyli 88 bramek, co daje około 4,4 gola na mecz. Padły dwie bramki samobójcze. 6,8% wszystkich goli zdobyli zawodnicy spoza Wysp Owczych. Tę edycję pucharu wygrała drużyna Víkingur Gøta po raz pierwszy w swej historii.

## 07 Vestur
3 zdobyte bramki
1 gol
- Holgar Djurhuss
- Milan Pejcic
- Kim Poulsen

## AB Argir
10 zdobytych bramek, z czego cztery w serii rzutów karnych w meczu przeciwko TB Tvøroyri 29 kwietnia 2009 roku, oraz jedna samobójcza w meczu przeciwko B68 Toftir (9 kwietnia 2009).
2 gole
- Høgni Joensen
- Janus Joensen
- Rasmus Nielsen

1 gol
- Kenneth Jacobsen
- Dánjal Rói Olsen
- Jónas Stenberg

Gol samobójczy
- Pól Jóhannus Justinussen (B68)

## B36 Tórshavn
7 zdobytych bramek, wszystkie w serii rzutów karnych w meczu przeciwko TB Tvøroyri 9 kwietnia 2009 roku.
1 gol
- Johan Ellingsgaard
- Høgni Eysturoy
- Róaldur Jacobsen
- Klæmint Matras
- Magnus Olsen
- Hanus Thorleifsson
- Tróndur Vatnhamar

## B68 Toftir
2 zdobyte bramki.
2 gole
- André Olsen

## B71 Sandoy
0 zdobytych bramek.

## EB/Streymur
10 zdobytych bramek.
3 gole
- Arnbjørn Hansen

2 gole
- Leif Niclasen
- Hans Pauli Samuelsen

1 gol
- Sorin Anghel
- Dánjal Davidsen
- Pauli Hansen
- Bárður Olsen
- Brian Olsen

## FC Hoyvík
4 zdobyte bramki.
1 gol
- Ronni Hansen
- Finn Mørk
- Ikechukwu Onyema
- Allan Poulsen

## HB Tórshavn
3 zdobyte bramki.
1 gol
- Fróði Benjaminsen
- Andrew av Fløtum
- Hans á Lag

## ÍF Fuglafjørður
4 zdobyte bramki, z czego jedna samobójcza w meczu przeciwko 07 Vestur 29 kwietnia 2009.
1 gol
- Pól Ennigarð
- Jonn Thomsen
- Høgni Zachariasen

Gole samobójcze
- Ragnar Niclassen (07)

## KÍ Klaksvík
0 zdobytych bramek.

## MB Miðvágur
4 zdobyte bramki.
2 gole
- John Johansen

1 gol
- Esmar Fagraberg
- Poul Poulsen

## NÍF Nólsoy
0 zdobytych bramek.

## NSÍ Runavík
1 zdobyta bramka.
1 gol
- Károly Potemkin

## Royn Hvalba
1 zdobyta bramka.
1 gol
- Jóhannes Jespersen

## Skála ÍF
1 zdobyta bramka.
1 gol
- Jákup Berthelsen

## TB Tvøroyri
18 zdobytych bramek, z czego 11 z rzutów karnych w spotkaniach z B36 Tórshavn (9 kwietnia 2009) i AB Argir (29 kwietnia 2009).
3 gole
- Tórður Mortensen
- Gilli Sørensen

2 gole
- Gunnleif Olsen
- Ivan Stojkovic

1 gol
- Joseph Bassene
- Bárður Dimon
- Jón Magnusarson
- Hanus Mortensen
- Heini Mortensen
- Petur Mortensen
- Jan Smedemark
- Tróndur Tummasarson

## Undri FF
2 zdobyte bramki.
1 gol
- Christian Vilhelm Jacobsen
- Hanus Rasmussen

## VB/Sumba
0 zdobytych bramek.

## Víkingur Gøta
13 zdobytych bramek.
3 gole
- Hans Jørgen Djurhuus
- Finnur Justinussen
- Andreas Lava Olsen

2 gole
- Sølvi Vatnhamar

1 gol
- Hanus Jacobsen
- Sam Jacobsen
- Martin Olsen
- Súni Olsen
- Magnus Skoralið